# Une journée en taxi
Pour plus de détails, voir Fiche technique et Distribution.
Une journée en taxi est un film franco-québécois réalisé par Robert Ménard, sorti en 1982.

## Synopsis
Libéré de prison pour trente-six heures, Johnny n'a qu'une idée en tête: se venger. Quoi qu'il advienne, c'est aujourd'hui qu'il réalise son projet : liquider Steve qui l'a trahi... et ensuite, se suicider. Dès sa sortie de prison, il saute dans un taxi et se réserve les services du chauffeur, Michel, pour la journée. Michel, qui a vu mourir peu après son mariage sa jeune femme, se contente de survivre, replié sur
lui-même. Peu à peu Johnny se calme et révèle ses projets.  Michel lui tend la main et un courant de sympathie s'établit entre les deux hommes. Cette journée qui s'annonçait tragique leur a apporté un cadeau inattendu: l'espoir d'une profonde et véritable amitié.

## Fiche technique
- Titre : Une journée en taxi
- Réalisation : Robert Ménard
- Scénario : Roger Fournier
- Musique : Pierre F. Brault et Michel Robidoux
- Photographie : Pierre Mignot
- Montage : Marcel Pothier
- Production : Robert Ménard
- Pays d'origine :  Canada et  France
- Genre : Drame
- Durée : 84 minutes
- Dates de sortie : 
  -  Canada : 10 septembre 1982 (Festival international du film de Toronto)

## Distribution
- Jean Yanne : Michel
- Gilles Renaud : Johnny
- Pierre Bergeron : Le magicien
- Jocelyn Bérubé : L'homme à tout faire
- Joël Le Bigot : L'animateur de prison
- Normand Brathwaite : Un chauffeur de taxi
- Solange Bodeur : L'infirmière
- Yvan Ducharme : L'homme au téléphone
- Yvon Dufour : Le restaurateur
- Muriel Dutil : La femme au restaurant
- Sophie Faucher : La fille de l'accident
- Jacques Fauteux : Le maître d'hôtel
- Phil Desjardins (sous le pseudonyme de Jean Fontaine), Le policier de l'accident
- Michel Forget : Steve
- Pierre Gobeil : Le policier du restaurant
- Marcel Huard : Le directeur de prison
- Pauline Lapointe : La serveuse
- Marcel Lebœuf : Le fils de la malade
- Jean-Denis Leduc : Le chauffeur de l'ambulance
- Monique Mercure : La cliente du taxi
- Jean-Pierre Saulnier : Le policier au restaurant
- Robert Séguin : Un gréviste
- Gilbert Sicotte : Un gréviste
- Jean Simon : Le maître de cérémonie
- Marie Tifo : La femme au restaurant